# Irbenstraße
Die Irbenstraße (auch Irbestraße, estnisch Kura kurk, lettisch Irbes jūras šaurums) ist der Hauptausgang des Rigaischen Meerbusens zur Ostsee.
Die Meerenge ist nach dem Fluss Irbe benannt, der nahe dem lettischen Ort Lielirbe (Bezirk Ventspils) in die Ostsee mündet.
Die Irbenstraße liegt zwischen der Halbinsel Sõrve (Sworbe), die das südliche Ende der estnischen Insel Saaremaa (Ösel) bildet, und der Nordküste Kurlands in Lettland am Kap Kolka (ältere deutsche Bezeichnung: Kap Domesnäs). An ihrer engsten Stelle ist sie 27 km breit.
Die Meerestiefe beträgt im Mittel 10 bis 20 Meter. Entlang der kurländischen Küste wurde die Fahrrinne vertieft, um auch Schiffen mit größerem Tiefgang die Durchfahrt zu ermöglichen.

## Geschichtliches
Am 8. August 1915 kam es in der Irbenstraße zum Seegefecht des russischen Einheitslinienschiffs Slawa mit den deutschen Großlinienschiffen Nassau und Posen im Rahmen des deutschen Vorstoßes in die Rigaer Bucht. Den deutschen Kräften gelang es dabei nicht, die Seehoheit zu erlangen, so dass Riga bis 1917 in russischen Händen blieb.
Im Frühherbst 1917 war die Meerenge Schauplatz der „Operation Albion“, der Besetzung der baltischen Inseln Ösel, Dagö und Moon durch deutsche Streitkräfte.
Am 4. Mai 2008 kam es aufgrund eines Manövrierfehlers zum Festlaufen des Kreuzfahrtschiffs Mona Lisa auf Höhe der Irbemündung in lettischen Hoheitsgewässern.
Am 11. April 2021 wurde von einem Minensuchverband der NATO eine Mine geräumt.